# Marshall (Liberia)
Pour les articles homonymes, voir Marshall.
Marshall est une ville du comté de Margibi, au Liberia, à l'embouchure de rivière Farmington dans l'océan Atlantique.

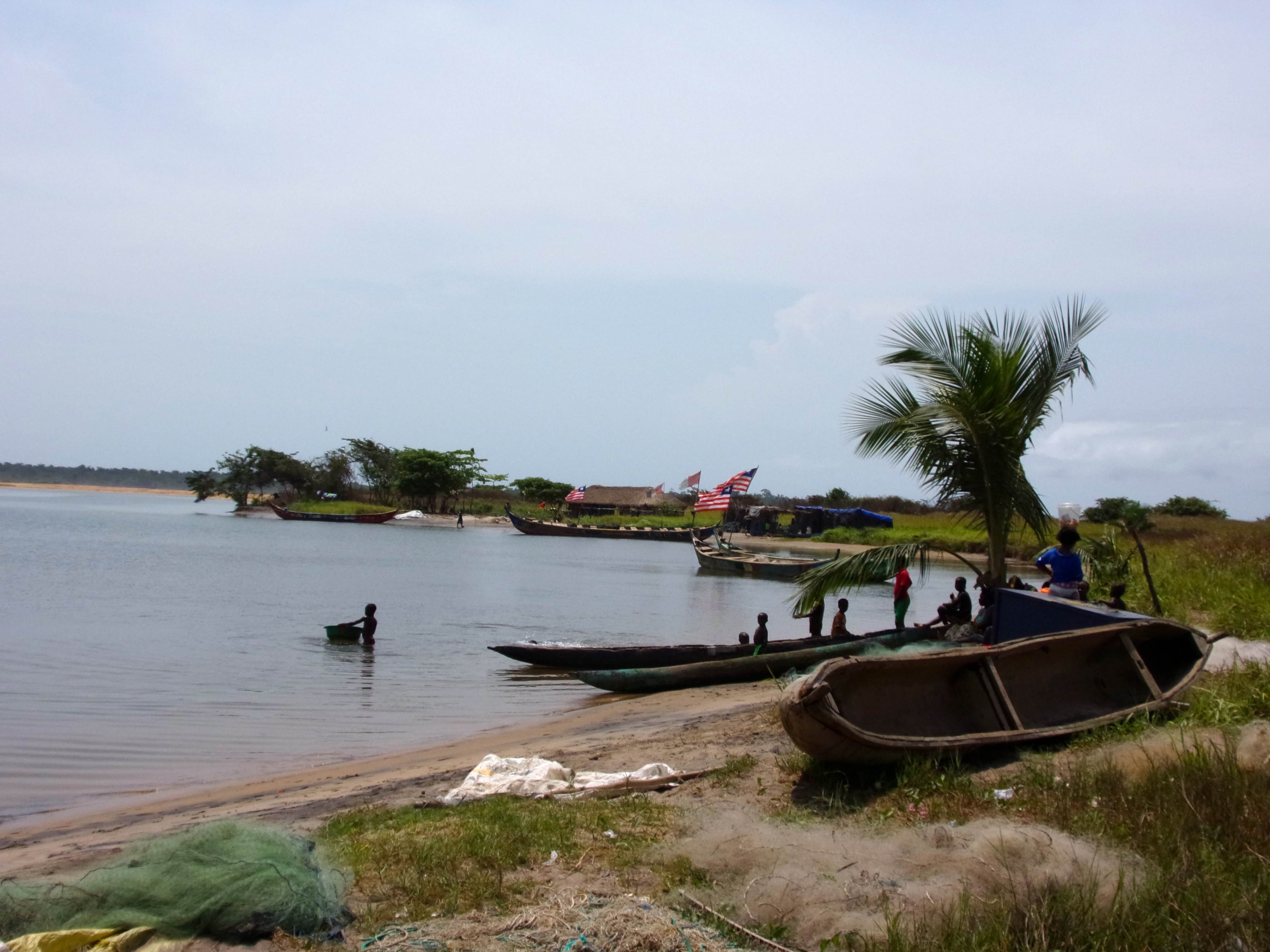
Marshall.